# Học viện Quốc phòng (Việt Nam)
Học viện Quốc phòng trực thuộc Bộ Quốc phòng Việt Nam, là Học viện huấn luyện và đào tạo tướng lĩnh, sĩ quan cao cấp, cán bộ khoa học nghệ thuật quân sự đầu ngành của Quân đội nhân dân Việt Nam; bồi dưỡng kiến thức quốc phòng cho cán bộ cao cấp của Đảng, Nhà nước và đoàn thể. Hầu hết các tướng lĩnh của Quân đội nhân dân Việt Nam đều phải qua học viện này. Học viện được thành lập ngày 21 tháng 2 năm 1976 theo quyết định số 38/QP của Bộ Quốc phòng Việt Nam. Từ năm 1994 trực thuộc Chính phủ và Chính phủ giao cho Bộ Quốc phòng trực tiếp quản lý.

## Lịch sử
Ngày 25 tháng 7 năm 1975, Quân ủy Trung ương họp tại Đà Lạt đã ra nghị quyết về việc thành lập Học viện Quân sự Cao cấp. Chấp hành Nghị quyết của Quân ủy Trung ương, ngày 21 tháng 2 năm 1976, Bộ Quốc phòng đã ra Quyết định số 38/QĐ–BQP thành lập Học viện Quân sự Cao cấp do Thượng tướng Hoàng Văn Thái, Thứ trưởng ký.
Ngày 25 tháng 2 năm 1976, Tổng Tham mưu trưởng ra Quyết định số 28/QĐ–TM lâm thời quy định về cơ cấu tổ chức, biên chế Học viện Quân sự Cao cấp gồm 6 cơ quan và 16 khoa giảng viên với quân số 234 người. Ngày 24 tháng 5 năm 1976, Liên chi ủy cơ quan đã họp ra nghị quyết lãnh đạo việc kiện toàn biên chế tổ chức của Học viện. Ngày 25 tháng 6 năm 1976, Tổng Tham mưu trưởng ra Quyết định số 146/QĐ–TM ban hành biên chế chính thức cho Học viện Quân sự Cao cấp gồm Ban Giám đốc, 6 cơ quan, 16 khoa giảng viên, bổ sung các khung Học viên, tổng biên chế 400 người.
Để hoàn chỉnh hệ thống tổ chức đảng ngang tầm với nhiệm vụ, ngày 16 tháng 10 năm 1976, Quân ủy Trung ương ra Quyết định số 55/QĐ–QUTW thành lập Đảng ủy Học viện Quân sự Cao cấp đặt dưới sự lãnh đạo của Quân ủy Trung ương. Ngày 20 tháng 10 năm 1976, Đảng ủy Học viện tiến hành hội nghị đầu tiên dưới sự chủ trì của đồng chí Lê Trọng Tấn, Bí thư Đảng ủy, ra nghị quyết lãnh đạo xây dựng Học viện và tích cực chuẩn bị mọi mặt cho khóa học đầu tiên theo quyết định của Bộ Quốc phòng.
Ngày 3 tháng 1 năm 1977, Học viện Quân sự Cao cấp đã tổ chức trọng thể Lễ khai giảng khóa đầu tiên gồm 94 học viên. Đây là khóa học bổ túc cán bộ cao cấp toàn quân đầu tiên trong 10 tháng. Ngày 20 tháng 10 năm 1977, Viện trưởng Học viện Quân sự Cao cấp ra quyết định thành lập lớp nghiên cứu sinh tại Học viện và tổ chức thành nhiều đợt.
Ngày 20 tháng 2 năm 1978, Học viện tổ chức trọng thể Lễ Khai giảng khóa 2, có 121 học viên trong đó có 9 đồng chí là Thiếu tướng.Tháng 8 năm 1978, để tiếp tục kiện toàn tổ chức các học viện, viện nghiên cứu, Thường vụ Quân ủy Trung ương ra Quyết định số 297/QĐ–QUTW hợp nhất Học viện Quân sự Cao cấp và Viện Khoa học quân sự. Ngày 15 tháng 9 năm 1978, Học viện tổ chức trọng thể Lễ Khai giảng khóa 1, với mục tiêu đào tạo Sư đoàn trưởng binh chủng hợp thành, khóa học có 90 học viên, thời gian 2 năm.
Ngày 4 tháng 12 năm 1979, Bộ Quốc phòng ra Quyết định điều động Cục Điều lệnh thuộc Học viện Quân sự Cao cấp về trực thuộc Bộ Tổng Tham mưu. Năm 1980, thực hiện Nghị quyết của Bộ chính trị và Thường vụ Quân ủy Trung ương, Học viện đã xây dựng đề án cải cách giáo dục, xây dựng đội ngũ cán bộ giảng dạy, nghiên cứu từ 10 đến 15 năm. Được sự ủy quyền của Bộ, ngày 18 tháng 10 năm 1980, Học viện tổ chức Hội nghị khoa học kỹ thuật quân sự toàn quân lần thứ nhất.
Ngày 28 tháng 5 năm 1981, Bộ Quốc phòng ra Quyết định số 172/QĐ–BQP thành lập Viện Lịch sử quân sự Việt Nam trực thuộc Bộ Quốc phòng, trên cơ sở Ban Tổng kết kinh nghiệm chiến tranh và Phân viện Lịch sử thuộc Học viện Quân sự Cao cấp. Tổ chức của Học viện thường xuyên thay đổiː Năm 1978, hợp nhất với Viện Khoa học quân sự; cuối năm 1979 điều Cục Điều lệnh về Bộ Tổng Tham mưu và thành lập thêm Khoa Chiến lược, Khoa Lịch sử chiến tranh nghệ thuật quân sự, Ban nghiên cứu quân sự nước ngoài.
Từ ngày 16 đến ngày 18 tháng 7 năm 1981, Đại hội đại biểu Đảng bộ Học viện tổ chức lần thứ 2. Ngày 26 tháng 12 năm 1981, Bộ trưởng Bộ Quốc phòng đã ra quyết định đổi tên Học viện Quân sự Cao cấp thành Học viện Quân sự Cấp cao trực thuộc Bộ Quốc phòng. Ngày 16 tháng 2 năm 1982, Hội đồng Bộ trưởng ký tên gọi và bậc học thuộc hệ thống các học viện, trường sĩ quan, trường đại học, cao đẳng quân sự trong quân đội; nhiệm vụ của Học viện Quân sự Cấp cao là đào tạo sĩ quan chỉ huy – tham mưu cấp chiến dịch, chiến lược. Cũng từ thời gian này trở đi, tổ chức của Học viện có biến động lớn, Học viện được nâng cấp ngang hàng tương đương với Quân khu, Tổng cục; các cơ quan, các Khoa trực thuộc Học viện được nâng thành cấp Cục trực thuộc Học viện. Ngày 9 tháng 4 năm 1982, Học viện bàn giao Phân viện Thông tin khoa học quân sự thuộc Học viện về Trung tâm Thông tin khoa học và kỹ thuật quân sự trực thuộc Bộ Tổng Tham mưu và ngày 29 tháng 6 năm 1982, Học viện bàn giao Phòng Thuật ngữ quân sự về Cục Khoa học quân sự thuộc Bộ Tổng Tham mưu. Cùng thời gian này, Học viện gửi logo mẫu biểu trưng phù hiệu của Học viện lên Bộ Quốc phòng và được phê duyệt vào ngày 26 tháng 6 năm 1982.
Ngày 1 tháng 3 năm 1983, Học viện khai giảng lớp Đào tạo Chỉ huy – tham mưu chiến dịch chiến lược Khóa 5, thời gian 2 năm rưỡi. Ngày 30 tháng 8 năm 1983, Học viện đã báo cáo lên Bộ thực hiện việc rút gọn biên chế tổ chức của Học viện từ 18 khoa xuống còn 12 khoa, các Cục rút xuống còn cấp Phòng. Ngày 10 tháng 11 năm 1983, Viện trưởng Học viện quyết định thành lập bộ phận biên soạn tài liệu Chiến dịch phòng ngự chiến lược và Chiến dịch phản công chiến lược.
Ngày 1 tháng 8 năm 1985, Tổng Tham mưu trưởng ra Quyết định điều chỉnh cơ cấu tổ chức của Học viện Quân sự Cấp cao. Tách Khoa Quân chủng thành 3 khoa (gồm Khoa Không quân, Khoa Phòng không, Khoa Hải quân); tách Khoa Binh chủng thành 4 khoa (gồm Khoa Pháo binh, Khoa Công binh, Khoa Hóa học, Khoa Thông tin); tách Khoa Nghệ thuật Chiến dịch thành 3 khoa (gồm Khoa Nghệ thuật Chiến dịch, Khoa Chiến thuật, Khoa TTG). Như vậy, cơ cấu của Học viện có 19 Khoa và Bộ môn. Ngày 26 tháng 8 năm 1985, thành lập Đảng ủy Học viện Quân sự Cấp cao và chỉ định 11 đồng chí vào Đảng ủy Học viện. Tháng 3 năm 1987, Học viện mở lớp đào tạo nghiên cứu sinh khoa học quân sự.
Ngày 23 tháng 1 năm 1990, Viện trưởng quyết định thành lập Hội đồng xét đề nghị Nhà nước tặng danh hiệu Nhà giáo nhân dân, Nhà giáo ưu tú, Hội đồng gồm 13 thành viên. Đến ngày 7 tháng 12 năm 1990, Học viện cũng thành lập Hội đồng xét chức danh khoa học giáo sư, Phó Giáo sư của Học viện gồm 23 thành viên.
Ngày 15 tháng 5 năm 1992, tổ chức Học viện cụ thể gồmː Ban Giám đốc, 5 phòng, 3 ban, 18 khoa, 3 hệ học viên, tổng quân số là 555 người. Ngày 20 tháng 12 năm 1994, Chính phủ đã ban hành Nghị định về việc thành lập Học viện Quốc phòng trên cơ sở Học viện Quân sự Cấp cao. Ngày 7 tháng 11 năm 1995, Thủ trưởng Võ Văn Kiệt ký và ban hành Quyết định về Quy chế tổ chức và hoạt động của Học viện Quốc phòng. Quy chế gồm 6 chương, 18 điều.
Ngày 19 tháng 10 năm 1999, Bộ Tổng Tham mưu ký quyết định về việc giải thể Khoa Phương pháp Tâm lý, Bộ môn Tâm lý thuộc Khoa Công tác đảng, Bộ môn Phương phấp thuộc Viện Khoa học; sáp nhập Khoa Chiến thuật vào Khoa Nghệ thuật chiến dịch thành Khoa Nghệ thuật chiến dịch; hợp nhất Khoa Phòng không và Khoa Không quân thành Khoa Phòng không – Không quân; thành lập Khoa Chỉ huy – Tham mưu, Khoa Tin học Ngoại ngữ.
Ngày 18 tháng 7 năm 2003, Tổng Tham mưu trưởng Phùng Quang Thanh ký Quyết định về tổ chức biên chế của Học viện Quốc phòng. Như vậy tổ chức Học viện gồmː Ban Giám đốc, 9 cơ quan trực thuộc, 10 khoa giảng viên, 4 hệ quản lý.

## Chức năng, nhiệm vụ
- Đào tạo bồi dưỡng sĩ quan chỉ huy, tham mưu cao cấp, chiến dịch, chiến lược quân sự; quân sự địa phương; cán bộ giảng dạy, cán bộ nghiên cứu khoa học quân sự; đào tạo cao học, nghiên cứu sinh về khoa học quân sự theo quy chế văn bằng của Nhà nước
- Bồi dưỡng kiến thức quốc phòng cho cán bộ chủ chốt cấp tỉnh và tương đương, cán bộ lãnh đạo thuộc các cơ quan Đảng, Nhà nước và đoàn thể Trung ương;
- Nghiên cứu khoa học quân sự và nghệ thuật quân sự;
- Hợp tác quốc tế về đào tạo, bồi dưỡng cán bộ cao cấp quân sự.

## Tên gọi qua các thời kỳ
- 1976–1981: Học viện Quân sự cao cấp;
- 1981–1994: Học viện Quân sự cấp cao;
- Từ tháng 12 năm 1994: Học viện Quốc phòng.

## Ban Giám đốc
- Giám đốcː Thượng tướng Trần Việt Khoa, Ủy viên Trung ương Đảng, Phó Bí thư Đảng ủy
- Chính ủyː Trung tướng Đỗ Văn Bảnh, Bí thư Đảng ủy
- Phó Giám đốc: Trung tướng Lê Kim Cương
- Phó Giám đốc: Trung tướng Vũ Kim Hà
- Phó Giám đốc: Trung tướng Ngô Trọng Cường
- Phó Giám đốc: Trung tướng Nguyễn Anh Tuấn
- Phó Chính ủy: Thiếu tướng Lê Văn Hải

## Tổ chức chính quyền
| TT                      | Đơn vị                                 | Ngày thành lập | Trần quân hàm | Lãnh đạo            |
| ----------------------- | -------------------------------------- | -------------- | ------------- | ------------------- |
| 1                       | Văn phòng                              |                | Đại tá        | Ngô Văn Sáng        |
| 2                       | Cục Huấn luyện - Đào tạo               |                | Thiếu tướng   | Nguyễn Văn Đông     |
| 3                       | Cục Chính trị                          |                | Thiếu tướng   | Lê Văn Hải          |
| 4                       | Cục Hậu cần - Kỹ thuật                 |                | Đại tá        | Vũ Huy Khôi         |
| 5                       | Phòng Tài chính                        |                | Đại tá        | Lê Văn Hồng         |
| 6                       | Phòng Khảo thí - Đảm bảo chất lượng    |                | Đại tá        |                     |
| Khối Khoa, Viện đào tạo |                                        |                |               |                     |
| 6                       | Viện Khoa học và Nghệ thuật Quân sự    |                | Đại tá        | Vũ Ngọc Thuỷ        |
| 7                       | Khoa Lý luận Marx-Lenin                |                | Thiếu tướng   | Vũ Văn Nhiên        |
| 8                       | Khoa Công tác Đảng, công tác thính trị |                | Thiếu tướng   | Nguyễn Tiến Chung   |
| 9                       | Khoa Chiến lược                        |                | Thiếu tướng   |                     |
| 10                      | Khoa Chiến dịch                        |                | Thiếu tướng   | Nguyễn Đức Nam      |
| 11                      | Khoa Chỉ huy Tham mưu                  |                | Đại tá        |                     |
| 12                      | Khoa Quân chủng                        |                | Đại tá        | Lê Quốc Dũng        |
| 13                      | Khoa Binh chủng                        |                | Đại tá        | Phạm Đình Việt Mạnh |
| 14                      | Khoa Trinh sát và Quân báo             |                | Đại tá        |                     |
| 15                      | Khoa Hậu cần Kỹ thuật                  |                | Đại tá        | Nguyễn Long         |
| 16                      | Khoa Quân sự Địa phương                |                | Đại tá        |                     |
| Hệ Quản lý học viện     |                                        |                |               |                     |
| 17                      | Hệ Chiến dịch – chiến lược             |                | Đại tá        | Nguyễn Mạnh Tuấn    |
| 18                      | Hệ Sau đại học                         |                | Đại tá        | Nguyễn Tiến Trung   |
| 19                      | Hệ Quốc tế                             |                | Đại tá        |                     |
| 20                      | Hệ Quốc phòng                          |                | Đại tá        |                     |

## Khen thưởng
- Huân chương Quân công hạng Nhất (1984)
- Huân chương Độc lập hạng Nhất (2001, 2016)
- Huân chương Bảo vệ Tổ quốc hạng Ba (2005, 2010, 2011)
- Anh hùng lực lượng vũ trang nhân dân thời kỳ đổi mới (2007)
- Huân chương Hồ Chí Minh (2011)

## Giám đốc qua các thời kỳ
- 1976–1977: Lê Trọng Tấn, Trung tướng (1974), Đại tướng (1984), Tổng tham mưu trưởng (1978–1986).
- 1977–1989: Hoàng Minh Thảo, Thượng tướng (1984), Giáo sư, Nhà giáo Nhân dân.
- 1989–1991: Đỗ Trình, Trung tướng (1982), Giáo sư, Tiến sĩ.
- 1991–1995: Nguyễn Hữu An, Thượng tướng (1986), Phó Giáo sư.
- 1995–1997: Nguyễn Hải Bằng, Trung tướng, Quyền Giám đốc, Phó Giáo sư, Tiến sĩ.
- 1997–2007: Nguyễn Thế Trị, Thượng tướng (2004), Phó Giáo sư, Tiến sĩ.
- 2007–2008: Phạm Xuân Hùng, Trung tướng (2006), Thượng tướng (2014), Phó Tổng Tham mưu trưởng (2008–2016).
- 2008–2010: Nguyễn Như Hoạt, Trung tướng (2002), Phó Giáo sư, Tiến sĩ.
- 2010–2016: Võ Tiến Trung, Thượng tướng (2014), Phó Giáo sư, Tiến sĩ.
- 2016–nay: Trần Việt Khoa, Thiếu tướng (2013), Trung tướng (2017), Thượng tướng (2021), Phó Giáo sư, Tiến sĩ.

## Chính ủy qua các thời kỳ
- 1976–1990: Lê Tự Đồng, Trung tướng, Phó Viện trưởng về Chính trị.
- 1980–1991: Lê Linh, Trung tướng, Phó Viện trưởng về Chính trị.
- 1992–1993: Dương Minh Ngọ, Thiếu tướng, Phó Giám đốc về Chính trị.
- 1994–1997: Lê Văn Dương, Thiếu tướng, Phó Giám đốc về Chính trị, Phó Giáo sư.
- 1997–2000: Trịnh Đình Thắng, Thiếu tướng, Phó Giám đốc về Chính trị.
- 2000–2005: Phạm Ngọc Nghinh, Thiếu tướng, Phó Giám đốc Chính trị.
- 2005–2009: Nguyễn Tiến Bình, Trung tướng (2007), Chính uỷ, Phó Giáo sư, Tiến sĩ.
- 2009–2014: Đỗ Đức Tuệ, Trung tướng (2011).
- 2014–2018: Bùi Văn Tâm, Trung tướng (2014).
- 2018–2023: Lương Đình Hồng, Thiếu tướng (2014), Trung tướng (2018), Thượng tướng (2022).
- 2023-nay: Đỗ Văn Bảnh, Trung tướng

## Phó Giám đốc qua các thời kỳ
| Nhiệm kỳ       | Nhiệm kỳ       | Tên                            | Quân hàm            | Học hàm     | Học vị  | Ghi chú                                                                                          | Nguồn  |
| Bắt đầu        | Kết thúc       | Tên                            | Quân hàm            | Học hàm     | Học vị  | Ghi chú                                                                                          | Nguồn  |
| -------------- | -------------- | ------------------------------ | ------------------- | ----------- | ------- | ------------------------------------------------------------------------------------------------ | ------ |
| 1976           | 1979           | Hoàng Đan                      | Thiếu tướng (1975)  |             |         |                                                                                                  |        |
| 1976           | 1981           | Bùi Nam Hà                     | Thiếu tướng (1983)  |             |         |                                                                                                  |        |
| 1977           | 1989           | Nam Long                       | Trung tướng (1981)  |             |         |                                                                                                  |        |
| 1978           | 1991           | Phạm Hồng Sơn                  | Trung tướng (1982)  | Giáo sư     | Tiến sĩ |                                                                                                  |        |
| 1979           | 1981           | Nguyễn Xuân Hoàng              | Trung tướng (1986)  |             |         |                                                                                                  |        |
| 1978           | 1994           | Nguyễn Năng                    | Trung tướng (1989)  | Phó Giáo sư |         |                                                                                                  |        |
| 1980           | 1988           | Hoàng Kiện                     | Thiếu tướng (1977)  |             |         |                                                                                                  |        |
| 1984           | 1994           | Lê Hữu Đức                     | Trung tướng (1988)  | Phó Giáo sư |         |                                                                                                  |        |
| 1987           | 1991           | Đào Đình Sung                  | Thiếu tướng (1985)  |             |         |                                                                                                  |        |
| 1993           | 2000           | Lưu Sĩ Hiệp                    | Thiếu tướng (1992)  | Phó Giáo sư | Tiến sĩ |                                                                                                  |        |
| 1994           | 2003           | Nguyễn Hải Bằng                | Trung tướng (1992)  | Phó Giáo sư | Tiến sĩ |                                                                                                  |        |
| 1996           | 2006           | Nguyễn Ngọc Thanh              | Trung tướng (2007)  | Giáo sư     | Tiến sĩ |                                                                                                  |        |
| 1997           | 2003           | Vũ Văn Kiểu                    | Trung tướng (2006)  | Phó Giáo sư | Tiến sĩ |                                                                                                  |        |
| 1997           | 2005           | Trần Văn Hùng                  | Thiếu tướng         |             |         |                                                                                                  |        |
| 2004           | 2008           | Trần Thái Bình                 | Trung tướng         | Phó Giáo sư | Tiến sĩ |                                                                                                  |        |
| 2004           | 2011           | Nguyễn Phú Lợi                 | Trung tướng (2008)  | Phó Giáo sư | Tiến sĩ |                                                                                                  |        |
| 2006           | 2007           | Phạm Xuân Hùng                 | Trung tướng (2006)  |             |         |                                                                                                  |        |
| 2007           | 2015           | Nguyễn Kim Thành               | Trung tướng (2012)  | Phó Giáo sư | Tiến sĩ |                                                                                                  |        |
| 2008           | 2010           | Thiếu Chí Đinh                 | Trung tướng (2008)  |             |         | nguyên Tư lệnh Quân đoàn 2 (2004–2007)                                                           |        |
| 2009           | 2010           | Võ Tiến Trung                  | Thượng tướng (2014) | Phó Giáo sư | Tiến sĩ | Giám đốc Học viện Quốc phòng (2010–2016)                                                         |        |
| 2010           | 2014           | Nguyễn Văn Tuyên               | Trung tướng (2011)  |             |         |                                                                                                  |        |
| 2012           | 2014           | Nguyễn Đức Hải                 | Trung tướng (2014)  |             |         | Viện trưởng Viện Chiến lược Quốc phòng                                                           |        |
| 2010           | 2015, tháng 5  | Tô Đình Phùng                  | Trung tướng (2010)  |             |         | nguyên Cục trưởng Cục Quân huấn Bộ Tổng Tham mưu (2007–2010)                                     |        |
| 2014, tháng 9  | 2016, tháng 11 | Phạm Quang Xuân                | Trung tướng (2015)  | Phó Giáo sư | Tiến sĩ | nguyên Tư lệnh Binh chủng Công binh (2010 – 2014)                                                |        |
| 2014, tháng 12 | 2017, tháng 12 | Nguyễn Xuân Tỷ                 | Trung tướng (2015)  |             |         | nguyên Phó Tư lệnh Quân khu 9                                                                    |        |
| 2015, tháng 4  | 2014, tháng 4  | Trần Việt Khoa                 | Thiếu tướng (2014)  | Phó Giáo sư | Tiến sĩ | nguyên Tư lệnh Quân đoàn 1; Giám đốc Học viện Quốc phòng (2016–nay)                              |        |
| 2015, tháng 4  | 2020, tháng 7  | Phan Anh Việt                  | Trung tướng (2017)  |             |         | nguyên Phó Tổng cục trưởng Tổng cục Tình báo (2009–2015)                                         | [ 16 ] |
| 2015, tháng 4  | 2020, tháng 4  | Nguyễn Văn Sơn                 | Trung tướng (2019)  |             |         |                                                                                                  |        |
| 2016, tháng 10 | 2017, tháng 6  | Võ Trọng Hệ                    | Thiếu tướng (2013)  |             |         | nguyên Tư lệnh Quân đoàn 4                                                                       | [ 17 ] |
| 2018, tháng 5  | 2022, tháng 7  | Trương Đức Nghĩa               | Trung tướng (2020)  |             |         | nguyên Cục trưởng Cục Cứu hộ Cứu nạn (2015 – 2018); Phó tham mưu trưởng Quân khu 5 (2014 – 2015) |        |
| 2019, tháng 9  | nay            | Đào Tuấn Anh                   | Trung tướng (2022)  |             |         | nguyên Phó Tư lệnh Quân khu 3 (2017 – 2019)                                                      |        |
| 2020           | nay            | Lê Xuân Thành                  | Trung tướng (2022)  |             |         |                                                                                                  |        |
| 2022, tháng 6  | nay            | Nguyễn Anh Tuấn (binh đoàn 12) | Trung tướng (2022)  |             |         | nguyên Phó Tư lệnh Quân khu 4. (2020 –2022 )                                                     |        |
| 2023           | nay            | Ngô Trọng Cường                | Trung tướng         |             |         |                                                                                                  |        |

## Phó Chính ủy qua các thời kỳ
- 2007–2010, Phó Giáo sư, Tiến sĩ, Lê Anh Chiến, Thiếu tướng (2007)
- 2010–2011, Nguyễn Thành Công, Thiếu tướng (2008)
- 2012–2014, Bùi Văn Tâm, Thiếu tướng (2010), Trung tướng (2014), Chính ủy Học viện Quốc phòng (2014–2018)[18]
- 2015–6.2020, Nguyễn Ngọc Tương, Thiếu tướng (2013), Trung tướng (2017), nguyên Phó Chính ủy Quân chủng Hải quân[19]
- 6.2020– nay, Bùi Huy Biết, Thiếu tướng (2018), nguyên Chính ủy Quân đoàn 3

## Các tướng lĩnh khác
- 1977–1989, Dũng Mã, Thiếu tướng (1984), nguyên Cục trưởng Cục Huấn luyện Đào tạo
- 1993–2000, Nguyễn Tức, Thiếu tướng (1994), nguyên Trưởng khoa Trinh sát quân sự nước ngoài
- Phạm Ngọc Hùng, Thiếu tướng, Phó Giáo sư, Tiến sĩ, nguyên Cục trưởng Cục Huấn luyện–Đào tạo
- Nguyễn Văn Hãnh, Thiếu tướng, nguyên Cục trưởng Cục Huấn luyện–Đào tạo
- Hà Quốc Hưu, TS, Thiếu tướng, nguyên Chủ nhiệm Khoa Chiến dịch
- Hoàng Quốc Trình, Phó Giáo sư, Tiến sĩ, Thiếu tướng, Chủ nhiệm Khoa Quân chủng
- Đậu Văn Minh, Thiếu tướng, nguyên Viện trưởng Viện Khoa học Nghệ thuật quân sự
- Phạm Văn Hòe, Thiếu tướng, nguyên Chủ nhiệm Khoa Chiến dịch
- Đinh Tích Quân, Thiếu tướng, nguyên Chủ nhiệm Khoa Mác–Lênin
- Bùi Thanh Sơn, Thiếu tướng (2006)[20], nguyên Trưởng khoa Chiến lược HVQP[21][22].
- Phạm Thanh Sơn, Phó Giáo sư, Tiến sĩ, Thiếu tướng, nguyên Chủ nhiệm Khoa Mác–Lênin
- Thiếu tướng, Nhà giáo Ưu tú Lê Đình Mộng, nguyên Phó Trưởng khoa Chiến dịch,
- Lương Xuân Lãm , TS, Thiếu tướng, nguyên Chủ nhiệm Khoa Chiến dịch
- Nguyễn Đức Nam, TS, Thiếu tướng, Chủ nhiệm Khoa Chiến dịch
- Mạch Quang Lợi, Thiếu tướng, nguyên Chủ nhiệm Chính trị
- Vũ Văn Tài, Thiếu tướng, nguyên Chủ nhiệm Khoa Chiến lược
- Vũ Văn Nhiên, Thiếu tướng, Chủ nhiệm Khoa Mác–Lênin
- Nguyễn Văn Hải, Thiéu tướng, nguyên Chủ nhiệm Khoa CH–TM
- Nguyễn Hữu Tập, Thiếu tướng, Chủ nhiệm Khoa CTĐ, CTCT
- Lê Văn Hải Thiếu tướng Phó Giáo sư, Tiến sĩ, Chủ nhiệm Chính trị.
- Nguyễn Văn Đông Thiếu tướng Phó Giáo sư, Tiến sĩ, Cục trưởng Cục HLĐT.
- Ngô Trọng Cường Thiếu tướng Phó Giáo sư, Tiến sĩ, Chủ nhiệm Khoa Chiến lược.